# Univerzitní liga ledního hokeje 2022/2023
Sezóna 2022/2023 byla 4. sezónou Univerzitní ligy ledního hokeje. Titul z předchozí sezony obhajoval tým UK HOCKEY PRAGUE.

## Systém soutěže
Základní část se hrála od září do února, kde se všechny týmy utkaly každý s každým, a to dvakrát (celkem 18 kol). Poté se odehrálo play-off, do kterého postoupilo osm nejlepších týmů po základní části. V tom si první tři nejlepší po základní části zvolili své soupeře pro čtvrtfinále. Následně proběhla volba i na semifinále, kde se znovu kladl důraz na postavení po základní části. Celé play-off se hrálo na tři vítězné zápasy. Vítěz finále, Plzeň, se stala Mistrem ULLH a získala Pohár Jana Palacha. Konečné druhé až osmé místo bylo určeno úspěšností týmů v play-off.

## Kluby podle krajů
- Praha: Engineers Prague, UK Prague
- Jihočeský kraj: Black Dogs Budweis
- Plzeňský kraj: Akademici Plzeň
- Pardubický kraj: Riders Univerzita Pardubice
- Ústecký kraj: HC North Wings
- Moravskoslezský kraj: BO OSTRAVA Vítkovice Steel
- Olomoucký kraj: HC Univerzita Palackého v Olomouci
- Jihomoravský kraj: HC MUNI, VUT Cavaliers Brno

## Týmy
| Tým                                | Město            | Aréna                                     | Kapacita    |
| ---------------------------------- | ---------------- | ----------------------------------------- | ----------- |
| HC MUNI                            | Brno             | HHDM                                      | 500         |
| VUT Cavaliers Brno                 | Kuřim            | Zimní stadion Kuřim / Winning Group Arena | 400 / 7700  |
| UK HOCKEY PRAGUE                   | Praha            | Škoda Icerink / ZS Eden                   | — / 5 138   |
| Engineers Prague                   | Praha            | ZS Hvězda / ZS Eden                       | 700 / 5 138 |
| Akademici Plzeň                    | Plzeň            | ICE ARENA Plzeň / LogSpeed CZ Aréna       | 300 / 7 700 |
| Riders Univerzita Pardubice        | Pardubice        | Enteria arena                             | 10 088      |
| HC Univerzita Palackého v Olomouci | Uničov           | ZS Uničov                                 | 3 320       |
| HC North Wings                     | Ústí nad Labem   | ZS Ústí nad Labem                         | 6 500       |
| BO OSTRAVA Vítkovice Steel         | Poruba           | RT TORAX ARENA                            | 5 000       |
| Black Dogs Budweis                 | České Budějovice | Hokejové Centrum Pouzar                   | 300         |

Poznámky
1. ↑  V rámci Hokejového souboje univerzit, tedy zápase proti MUNI hrálo VUT svůj domácí zápas ve Winning Group Aréně.
2. ↑  Vybrané domácí zápasy hokejisté UK na Zimním stadionu Eden.
3. ↑  V rámci Souboje o Prahu odehráli hokejisté Engineers domácí zápas proti UK na Zimním stadionu Eden.
4. ↑  Vybrané domácí zápasy hrají Akademici v LogSpeed CZ Aréně.

## Tabulka základní části
| Poř. | Tým                                | Z  | V  | VP | PP | P  | VG | OG  | B  |
| ---- | ---------------------------------- | -- | -- | -- | -- | -- | -- | --- | -- |
| 1.   | Engineers Prague                   | 18 | 16 | 0  | 0  | 2  | 91 | 30  | 48 |
| 2.   | Akademici Plzeň                    | 18 | 15 | 1  | 0  | 2  | 90 | 36  | 47 |
| 3.   | UK HOCKEY PRAGUE                   | 18 | 11 | 2  | 0  | 5  | 72 | 43  | 37 |
| 4.   | Black Dogs Budweis                 | 18 | 11 | 1  | 0  | 6  | 88 | 47  | 35 |
| 5.   | HC North Wings                     | 18 | 9  | 0  | 1  | 8  | 81 | 75  | 28 |
| 6.   | HC MUNI                            | 18 | 7  | 2  | 1  | 8  | 74 | 66  | 26 |
| 7.   | BO OSTRAVA Vítkovice Steel         | 18 | 5  | 0  | 2  | 11 | 62 | 88  | 17 |
| 8.   | Riders Univerzita Pardubice        | 18 | 4  | 1  | 2  | 11 | 56 | 86  | 16 |
| 9.   | HC Univerzita Palackého v Olomouci | 18 | 4  | 1  | 0  | 13 | 59 | 101 | 14 |
| 10.  | VUT Cavaliers Brno                 | 18 | 0  | 0  | 2  | 16 | 36 | 143 | 2  |

| Vysvětlivka               |
| ------------------------- |
| Postup do čtvrtfinále     |
| Konec sezóny pro daný tým |

## Hráčské statistiky základní části

### Kanadské bodování
Toto je konečné pořadí hráčů podle dosažených bodů. Za jeden vstřelený gól nebo přihrávku na gól hráč získal jeden bod.
| Poř. | Hráč            | Tým                        | Z  | G  | A  | B  | TM | +/- |
| ---- | --------------- | -------------------------- | -- | -- | -- | -- | -- | --- |
| 1.   | Marek Princl    | Akademici Plzeň            | 16 | 16 | 23 | 39 | 6  | +13 |
| 2.   | Matěj Harkabus  | HC North Wings             | 18 | 17 | 19 | 36 | 10 | +10 |
| 3.   | Matouš Masopust | Black Dogs Budweis         | 18 | 25 | 8  | 33 | 8  | +27 |
| 4.   | Pavel Tomaník   | HC MUNI                    | 17 | 19 | 11 | 30 | 12 | +8  |
| 5.   | David Jindra    | UK HOCKEY PRAGUE           | 18 | 12 | 17 | 29 | 6  | +16 |
| 6.   | Vít Reitspies   | Akademici Plzeň            | 15 | 11 | 18 | 29 | 6  | +8  |
| 7.   | Adam Janoušek   | HC North Wings             | 18 | 15 | 13 | 28 | 12 | +10 |
| 8.   | Tadeáš Jakubec  | HC MUNI                    | 15 | 16 | 10 | 26 | 12 | +10 |
| 9.   | Jan Janoch      | Black Dogs Budweis         | 16 | 6  | 20 | 26 | 8  | +21 |
| 10.  | Matěj Potočný   | BO OSTRAVA Vítkovice Steel | 17 | 7  | 17 | 24 | 8  | +1  |

### Hodnocení brankářů
Toto je konečné pořadí nejlepších deset brankářů.
| Poř. | Hráč           | Tým                         | Z. | MIN | OG | PZ  | PS  | POG  | Úsp%  |
| ---- | -------------- | --------------------------- | -- | --- | -- | --- | --- | ---- | ----- |
| 1.   | Jonáš Štekr    | Akademici Plzeň             | 14 | 742 | 21 | 406 | 427 | 1.70 | 95.08 |
| 2.   | Jakub Maličkay | Engineers Prague            | 8  | 479 | 13 | 231 | 244 | 1.63 | 94.67 |
| 3.   | Josef Havel    | Engineers Prague            | 8  | 478 | 12 | 206 | 218 | 1.51 | 94.50 |
| 4.   | Dominik Ludvík | Black Dogs Budweis          | 10 | 568 | 25 | 289 | 314 | 2.64 | 92.04 |
| 5.   | Michal Pícl    | UK HOCKEY PRAGUE            | 6  | 363 | 16 | 182 | 198 | 2.64 | 91.92 |
| 6.   | David Mašek    | UK HOCKEY PRAGUE            | 7  | 425 | 20 | 208 | 228 | 2.82 | 91.23 |
| 7.   | Filip Král     | HC MUNI                     | 9  | 509 | 28 | 287 | 315 | 3.30 | 91.11 |
| 8.   | David Holub    | HC MUNI                     | 9  | 490 | 29 | 290 | 319 | 3.55 | 90.91 |
| 9.   | Jiří Novotný   | Riders Univerzita Pardubice | 10 | 500 | 36 | 357 | 393 | 4.32 | 90.84 |
| 10.  | Daniel Šembera | BO OSTRAVA Vítkovice Steel  | 12 | 722 | 40 | 376 | 416 | 3.32 | 90.38 |

## Speciální zápasy

### Hokejový souboj univerzit — Brno
4. října 2022 se uskutečnil Hokejový souboj brněnských univerzit mezi VUT Cavaliers Brno a HC MUNI. Úvodní buly se uskutečnilo v 19:00. V zápase zvítězili hráči MUNI 5:2. Do Winning Group Areny přišlo 7 700 diváků, tedy vyprodáno. Návštěva tak znamená rekord ULLH. 
| 4. října 2022 19:00 | VUT Cavaliers Brno | 2:5 (0:2, 0:2, 2:1) | HC MUNI | Winning Group Arena, Brno Návštěvnost: 7 700 (vyprodáno) |  |

| Zpráva | |                             | |                                                                         |
| Michal Martinčík                                                                                           | Michal Martinčík                                                                                           | Brankáři                    | David Holub | Rozhodčí: Jan Grygera Tomáš Mejzlík Čároví: Jakub Kučera Patrik Augusta |
| Martin Lašák (Lukáš Kaukič, Vojtěch Pernický) 41:11' Vojtěch Pernický (Tomáš Zemánek, Lukáš Kaukič) 45:51' | Martin Lašák (Lukáš Kaukič, Vojtěch Pernický) 41:11' Vojtěch Pernický (Tomáš Zemánek, Lukáš Kaukič) 45:51' | 0:1 0:2 0:3 0:4 1:4 2:4 2:5 | 05:35' Jan Gonos (Patrik Vašíček, Vojtěch Kadlic) 19:03' Jakub Voříšek (Vojtěch Kadlic, Jan Hasoň) 28:59' Pavel Tomaník (Šimon Malenovský, Jan Hasoň) 38:25' Matěj Drlík (Martin Gergel, Patrik Vašíček) 54:01' Pavel Tomaník (Mirek Bazala) | Rozhodčí: Jan Grygera Tomáš Mejzlík Čároví: Jakub Kučera Patrik Augusta |
| 10 min | 10 min | Tresty                      | 14 min | Rozhodčí: Jan Grygera Tomáš Mejzlík Čároví: Jakub Kučera Patrik Augusta |
| 22 | 22 | Střely                      | 38 | Rozhodčí: Jan Grygera Tomáš Mejzlík Čároví: Jakub Kučera Patrik Augusta |

### Souboj o Prahu
13. října 2022 se uskutečnil Souboj o Prahu mezi Engineers Prague a UK HOCKEY PRAGUE. Úvodní buly se uskutečnilo v 18:00. V zápase zvítězili hráči UK 3:1. Na Zimní stadion Eden přišlo 2 311 diváků. 
| 13. října 2022 18:00 | Engineers Prague | 1:3 (1:1, 0:1, 0:1) | UK HOCKEY PRAGUE | Zimní stadion Eden, Praha Návštěvnost: 2 311 |  |

| Zpráva                                                |                                                       |                 | |                                                           |
| Jakub Maličkay                                        | Jakub Maličkay                                        | Brankáři        | David Mašek | Rozhodčí: Tomáš Hacaperka Čároví: Václav Beneš Jan Gregar |
| Václav Burda (Vojtěch Matějka, Tomáš Fabiánek) 16:59' | Václav Burda (Vojtěch Matějka, Tomáš Fabiánek) 16:59' | 0:1 1:1 1:2 1:3 | 16:34' Matěj Odehnal (Filip Čmejla, Prokop Limanovský) 26:31' Prokop Limanovský (Jevgenij Pika, Jakub Kopenec) 55:57' David Jindra (Tomáš Krchňák, David Rudolph) | Rozhodčí: Tomáš Hacaperka Čároví: Václav Beneš Jan Gregar |
| 12 min                                                | 12 min                                                | Tresty          | 16 min | Rozhodčí: Tomáš Hacaperka Čároví: Václav Beneš Jan Gregar |
| 44                                                    | 44                                                    | Střely          | 38 | Rozhodčí: Tomáš Hacaperka Čároví: Václav Beneš Jan Gregar |

### Souboj dobyvatelů
2. listopadu 2022 se uskutečnil Souboj dobyvatelů, neboli hornické derby mezi HC North Wings a BO OSTRAVA Vítkovice Steel. Úvodní buly se uskutečnilo v 18:00. V zápase zvítězili hráči BO OSTRAVA 5:2. Na Zimní stadion Ústí nad Labem přišlo 1 020 diváků. 
| 2. listopadu 2022 18:00 | HC North Wings | 2:5 (0:2, 1:1, 1:2) | BO OSTRAVA Vítkovice Steel | Zimní stadion Ústí nad Labem, Ústí nad Labem Návštěvnost: 1 020 |  |

| Zpráva                                                                                        |                                                                                               |                             | |                                                        |
| Milan Kožnar                                                                                  | Milan Kožnar                                                                                  | Brankáři                    | Daniel Šembera | Rozhodčí: Marek Domský Čároví: Jan Toman Jakub Janíček |
| Martin Kuchař (Martin Štěpánek, Jan Vrba) 30:21' Adam Janoušek (Jakub Tot, Pavel Jarý) 49:23' | Martin Kuchař (Martin Štěpánek, Jan Vrba) 30:21' Adam Janoušek (Jakub Tot, Pavel Jarý) 49:23' | 0:1 0:2 1:2 1:3 2:3 2:4 2:5 | 02:21' Dominik Moravčík (David Gřešík, Jakub Gebauer) 19:04' Dominik Kafka (David Gřešík, Jakub Gebauer) 37:12' Petr Smička (Marek Kovalski) 52:15' Dominik Kafka (Jakub Gebauer) 59:17' Dominik Kafka (Matěj Potočný, do prázdné branky) | Rozhodčí: Marek Domský Čároví: Jan Toman Jakub Janíček |
| 8 min                                                                                         | 8 min                                                                                         | Tresty                      | 8 min | Rozhodčí: Marek Domský Čároví: Jan Toman Jakub Janíček |
| 33                                                                                            | 33                                                                                            | Střely                      | 40 | Rozhodčí: Marek Domský Čároví: Jan Toman Jakub Janíček |

### Top zápas semestru
5. prosince 2022 se uskutečnil TOP ZÁPAS SEMESTRU mezi Riders Univerzita Pardubice a HC Univerzita Palackého v Olomouci. Úvodní buly se uskutečnilo v 19:00. V zápase zvítězili hráči Pardubic 6:2. Do Enteria Areny přišlo 1 017 diváků. 
| 5. prosince 2022 19:00 | Riders Univerzita Pardubice | 6:2 (1:0, 1:0, 4:2) | HC Univerzita Palackého v Olomouci | Enteria Arena, Pardubice Návštěvnost: 1 017 |  |

| Zpráva | |                                 |                                                                                     |                                                               |
| Jiří Novotný | Jiří Novotný | Brankáři                        | Lukáš Novotný                                                                       | Rozhodčí: Martin Vepřovský Čároví: Jakub Všetečka Petr Hofman |
| Martin Soukup (Lukáš Hebek) 17:18' Josef Teuber (Martin Maťátko) 24:55' Marek Ladman (Josef Teuber, Jan Vacek) 42:37' Martin Maťátko (Zdeněk Pavlík, Marek Ladman) 56:41' Martin Maťátko 57:50' Dominik Kopecký (Dennis Hrdlička, Jan Stolín) 59:59' | Martin Soukup (Lukáš Hebek) 17:18' Josef Teuber (Martin Maťátko) 24:55' Marek Ladman (Josef Teuber, Jan Vacek) 42:37' Martin Maťátko (Zdeněk Pavlík, Marek Ladman) 56:41' Martin Maťátko 57:50' Dominik Kopecký (Dennis Hrdlička, Jan Stolín) 59:59' | 1:0 2:0 3:0 3:1 4:1 4:2 5:2 6:2 | 46:26' Dominik Cach (Pavel Skopal, Filip Palička) 57:34' Michal Šembera (Jan Macel) | Rozhodčí: Martin Vepřovský Čároví: Jakub Všetečka Petr Hofman |
| 37 min | 37 min | Tresty                          | 37 min                                                                              | Rozhodčí: Martin Vepřovský Čároví: Jakub Všetečka Petr Hofman |
| 45 | 45 | Střely                          | 34                                                                                  | Rozhodčí: Martin Vepřovský Čároví: Jakub Všetečka Petr Hofman |

### Hokejový souboj univerzit — UNDERGROUND
7. prosince 2022 se uskutečnil druhý Hokejový souboj brněnských univerzit, s názvem UNDERGROUND, mezi HC MUNI a VUT Cavaliers Brno. Úvodní buly se uskutečnilo v 19:30. V zápase zvítězili hráči MUNI 9:2. Na Hokejové haly dětí a mládeže přišlo 530 diváků, i přes to, že oficiální kapacita je 500. Zápas byl tedy vyprodán. Útočník HC MUNI, Tadeáš Jakubec zapsal v tomto utkání 7 bodů za čtyři góly a tři asistence, stanovil tak v tomto ohledu rekord ULLH. 
| 7. prosince 2022 19:30 | HC MUNI | 9:2 (3:1, 2:0, 4:1) | VUT Cavaliers Brno | HHDM, Brno Návštěvnost: 530 (vyprodáno) |  |

| Zpráva | |                                             |                                                             |                                                                |
| Filip Král | Filip Král | Brankáři                                    | Michal Martinčík (od 45. minuty) David Vašátko              | Rozhodčí: Michal Maršálek Čároví: Ladislav Hrabal Radek Jurčík |
| Tadeáš Jakubec (Pavel Tomaník, Jakub Voříšek) 03:40' Pavel Tomaník (Tadeáš Jakubec, Robert Věžník) 07:55' Pavel Tomaník (Tadeáš Jakubec, Jakub Voříšek) 11:10' Pavel Tomaník (Robert Věžník, Mirek Bazala) 32:47' Tadeáš Jakubec (Jakub Voříšek, Pavel Tomaník) 34:00' Patrik Vašíček (Jakub Voříšek, Tadeáš Jakubec) 40:40' Tadeáš Jakubec (TS) 42:31' Ondřej Háněl (TS) 48:04' Tadeáš Jakubec (Pavel Tomaník, Jakub Voříšek) 48:38' | Tadeáš Jakubec (Pavel Tomaník, Jakub Voříšek) 03:40' Pavel Tomaník (Tadeáš Jakubec, Robert Věžník) 07:55' Pavel Tomaník (Tadeáš Jakubec, Jakub Voříšek) 11:10' Pavel Tomaník (Robert Věžník, Mirek Bazala) 32:47' Tadeáš Jakubec (Jakub Voříšek, Pavel Tomaník) 34:00' Patrik Vašíček (Jakub Voříšek, Tadeáš Jakubec) 40:40' Tadeáš Jakubec (TS) 42:31' Ondřej Háněl (TS) 48:04' Tadeáš Jakubec (Pavel Tomaník, Jakub Voříšek) 48:38' | 1:0 1:1 2:1 3:1 4:1 5:1 6:1 7:1 7:2 8:2 9:2 | 05:45' Daniel Plitko 46:14' Benjamin Kolder (Daniel Plitko) | Rozhodčí: Michal Maršálek Čároví: Ladislav Hrabal Radek Jurčík |
| 112 min | 112 min | Tresty                                      | 114 min                                                     | Rozhodčí: Michal Maršálek Čároví: Ladislav Hrabal Radek Jurčík |
| 46 | 46 | Střely                                      | 29                                                          | Rozhodčí: Michal Maršálek Čároví: Ladislav Hrabal Radek Jurčík |

### Winter Classic
30. ledna 2023 se uskutečnilo Winter Classic mezi Black Dogs Budweis a Akademici Plzeň. Úvodní buly se uskutečnilo v 18:30. V zápase zvítězili hráči Plzně 4:3. Na Zimní stadion v Hluboké nad Vltavou přišlo 123 diváků.
| 30. ledna 2023 18:30 | Black Dogs Budweis | 3:4 (1:0, 1:2, 1:2) | Akademici Plzeň | Zimní stadion Hluboká, Hluboká nad Vltavou Návštěvnost: 123 |  |

| Zpráva | |                             | |                                                             |
| Dominik Ludvík | Dominik Ludvík | Brankáři                    | Jonáš Štekr | Rozhodčí: Kryštof Ovsík Čároví: František Pěkný Lukáš Kubas |
| Matouš Maspoust (Vojtěch Krcho, Filip Hubáček) 19:58' Matouš Maspoust (Vojtěch Krcho) 20:14' Vojtěch Krcho (Jan Janoch) 44:50' | Matouš Maspoust (Vojtěch Krcho, Filip Hubáček) 19:58' Matouš Maspoust (Vojtěch Krcho) 20:14' Vojtěch Krcho (Jan Janoch) 44:50' | 1:0 2:0 2:1 2:2 3:2 3:3 3:4 | 22:48' Jakub Štochl (Jakub Šucha) 39:05' Dominik Beer (Marek Princl, Štěpán Říha) 45:24' Lukáš Folda (Marek Princl, Jakub Štochl) 53:44' Marek Princl (Štěpán Říha) | Rozhodčí: Kryštof Ovsík Čároví: František Pěkný Lukáš Kubas |
| 14 min | 14 min | Tresty                      | 8 min | Rozhodčí: Kryštof Ovsík Čároví: František Pěkný Lukáš Kubas |
| 45 | 45 | Střely                      | 36 | Rozhodčí: Kryštof Ovsík Čároví: František Pěkný Lukáš Kubas |

### Derby o Krále Prahy
7. února 2023 se uskutečnilo Derby o Krále Prahy mezi UK HOCKEY PRAGUE a Engineers Prague. Úvodní buly se uskutečnilo v 17:00. V zápase zvítězili hráči Engineers 5:0. Na Zimní stadion Eden přišlo 657 diváků.
| 7. února 2023 17:00 | UK HOCKEY PRAGUE | 0:5 (0:2, 0:2, 0:1) | Engineers Prague | Zimní stadion Eden, Praha Návštěvnost: 657 |  |

| Zpráva      |             |                     | |                                                        |
| Michal Pícl | Michal Pícl | Brankáři            | Jakub Maličkay | Rozhodčí: Šimon Glanc Čároví: Ondřej Žídek Jakub Maňák |
|             |             | 0:1 0:2 0:3 0:4 0:5 | 02:58' Vojtěch Matějka (Tomáš Fabiánek) 17:21' František Januška (Jan Raiterman) 31:02' Lukáš Spurný (Václav Burda, František Januška) 35:28' Jan Raiterman (Pavel Vaňous) 47:07' David Vobořil | Rozhodčí: Šimon Glanc Čároví: Ondřej Žídek Jakub Maňák |
| 8 min       | 8 min       | Tresty              | 8 min | Rozhodčí: Šimon Glanc Čároví: Ondřej Žídek Jakub Maňák |
| 36          | 36          | Střely              | 52 | Rozhodčí: Šimon Glanc Čároví: Ondřej Žídek Jakub Maňák |

## Play off

### Pavouk
|  | Čtvrtfinále | Čtvrtfinále | Čtvrtfinále |       |           | Semifinále | Semifinále | Semifinále |  |  | Finále | Finále    | Finále |
|  |             |             |             |       |           |            |            |            |  |  |        |           |        |
|  | 1           | Engineers   | 3           |       |           |            |            |            |  |  |        |           |        |
|  | 8           | Pardubice   | 0           |       |           |            |            |            |  |  |        |           |        |
|  | 8           | Pardubice   | 0           |       | 1         | Engineers  | 3          |            |  |  |        |           |        |
|  |             |             |             |       | 1         | Engineers  | 3          |            |  |  |        |           |        |
|  |             | 3           | UK PRAGUE   | 2     |           |            |            |            |  |  |        |           |        |
|  | 3           | 3           | UK PRAGUE   | 2     | UK PRAGUE | 3          |            |            |  |  |        |           |        |
|  | 3           |             |             |       | UK PRAGUE | 3          |            |            |  |  |        |           |        |
|  | 6           | MUNI        | 2           |       |           |            |            |            |  |  |        |           |        |
|  |             |             |             |       |           |            |            |            |  |  | 1      | Engineers | 1      |
|  |             |             | 2           | Plzeň | 3         |            |            |            |  |  |        |           |        |
|  | 2           | Plzeň       | 3           |       |           |            |            |            |  |  |        |           |        |
|  | 7           | Ostrava     | 0           |       |           |            |            |            |  |  |        |           |        |
|  | 7           | Ostrava     | 0           |       | 2         | Plzeň      | 3          |            |  |  |        |           |        |
|  |             |             |             |       | 2         | Plzeň      | 3          |            |  |  |        |           |        |
|  |             | 4           | Budweis     | 1     |           |            |            |            |  |  |        |           |        |
|  | 4           | 4           | Budweis     | 1     | Budweis   | 3          |            |            |  |  |        |           |        |
|  | 4           |             |             |       | Budweis   | 3          |            |            |  |  |        |           |        |
|  | 5           | North Wings | 1           |       |           |            |            |            |  |  |        |           |        |

### Čtvrtfinále

#### Engineers Prague (1.) – Pardubice Riders (8.)
| 22. února 2023 19:45 | Engineers Prague | 3 : 2 (0:1, 2:1, 1:0) | Riders Univerzita Pardubice | Zimní stadion Hvězda, Praha Návštěvnost: 250 |  |

| Zpráva | |                     |                                                                                       |                                                                          |
| Jakub Maličkay | Jakub Maličkay | Brankáři            | Jiří Novotný                                                                          | Rozhodčí: Daniel Jechoutek Marek Domský Čároví: Václav Beneš David Thuma |
| David Vobořil (Vojtěch Matějka, David Blažek) 36:12' Michal Kučera (Tomáš Kadlec, Jakub Dohnal) 39:59' Jakub Dohnal (Michal Kučera, Tomáš Kadlec) 53:03' | David Vobořil (Vojtěch Matějka, David Blažek) 36:12' Michal Kučera (Tomáš Kadlec, Jakub Dohnal) 39:59' Jakub Dohnal (Michal Kučera, Tomáš Kadlec) 53:03' | 0:1 1:1 1:2 2:2 3:2 | 09:24' Petr Voldán (Jiří Šrámek, Vojtěch Pražák) 38:16' Martin Maťátko (Rudolf Klíma) | Rozhodčí: Daniel Jechoutek Marek Domský Čároví: Václav Beneš David Thuma |
| 10 min | 10 min | Tresty              | 8 min                                                                                 | Rozhodčí: Daniel Jechoutek Marek Domský Čároví: Václav Beneš David Thuma |
| 56 | 56 | Střely              | 27                                                                                    | Rozhodčí: Daniel Jechoutek Marek Domský Čároví: Václav Beneš David Thuma |

| 27. února 2023 19:00 | Riders Univerzita Pardubice | 5 : 8 (1:1, 3:3, 1:4) | Engineers Prague | Enteria arena, Pardubice Návštěvnost: 321 |  |

| Zpráva | |                                                     | |                                                                               |
| Jiří Novotný | Jiří Novotný | Brankáři                                            | Jakub Maličkay | Rozhodčí: Michael Kohoutek Michal Maršálek Čároví: Jakub Kučera Tomáš Jiruška |
| Josef Teuber (Marek Ladman, Martin Maťátko) 08:17' Josef Teuber (Martin Maťátko, Dominik Kopecký) 29:26' Martin Soukup (Jakub Muška, Vasyl Zheliznyak) 33:54' Lukáš Hebek (Jan Vacek, Jakub Muška) 38:57' Marek Ladman (Jan Vacek) 53:57' | Josef Teuber (Marek Ladman, Martin Maťátko) 08:17' Josef Teuber (Martin Maťátko, Dominik Kopecký) 29:26' Martin Soukup (Jakub Muška, Vasyl Zheliznyak) 33:54' Lukáš Hebek (Jan Vacek, Jakub Muška) 38:57' Marek Ladman (Jan Vacek) 53:57' | 1:0 1:1 1:2 1:3 2:3 3:3 4:3 4:4 4:5 5:5 5:6 5:7 5:8 | 09:59' Tomáš Fabiánek (Vojtěch Matějka, Jan Raiterman) 20:59' Tomáš Kadlec (Jakub Dohnal, Michal Kučera) 22:37' Tomáš Březina (Matouš Najman, Filip Staněk) 39:33' Filip Staněk (Tomáš Šíma, František Januška) 46:23' Jakub Dohnal (Michal Kučera, Marek Šonský) 55:02' Pavel Vaňous (David Blažek, Tomáš Fabiánek) 56:26' Tomáš Šíma (Jan Kubata) 57:54' David Vobořil (Michal Kučera, Jan Raiterman, do prázdné branky) | Rozhodčí: Michael Kohoutek Michal Maršálek Čároví: Jakub Kučera Tomáš Jiruška |
| 14 min | 14 min | Tresty                                              | 26 min | Rozhodčí: Michael Kohoutek Michal Maršálek Čároví: Jakub Kučera Tomáš Jiruška |
| 30 | 30 | Střely                                              | 47 | Rozhodčí: Michael Kohoutek Michal Maršálek Čároví: Jakub Kučera Tomáš Jiruška |

| 1. března 2023 20:00 | Engineers Prague | 13 : 0 (5:0, 3:0, 5:0) | Riders Univerzita Pardubice | Zimní stadion Hvězda, Praha Návštěvnost: 321 |  |

| Zpráva | |                                                         |                                           |                                                                          |
| Jakub Maličkay (od 41. minuty Ondřej Mann) | Jakub Maličkay (od 41. minuty Ondřej Mann) | Brankáři                                                | Petr Sodomka (od 41. minuty Jiří Novotný) | Rozhodčí: Kamil Hlinka Antonín Valda Čároví: Patrik Goltsch Tomáš Kučera |
| Matouš Najman (David Vobořil, Tomáš Březina) 02:40' Michal Kučera (Jakub Dohnal) 03:23' Matouš Najman (Pavel Vaňous, Tomáš Březina) 08:01' David Blažek (Václav Burda, Tomáš Fabiánek) 08:37' Michal Kučera (Jakub Dohnal) 17:13' František Januška (Tomáš Šíma, Vojtěch Matějka) 24:47' Marek Šonský (Michal Kučera, Tomáš Šíma) 30:41' David Blažek (Václav Burda, Marek Šonský) 39:37' Tomáš Šíma (František Januška, Vojtěch Matějka) 50:12' Michal Kučera (Jakub Dohnal, Jakub Kučera) 54:09' Tomáš Březina (Pavel Vaňous, Adam Slavata) 56:52' Tomáš Kadlec (Jakub Dohnal) 58:12' David Blažek (Filip Staněk) 59:57' | Matouš Najman (David Vobořil, Tomáš Březina) 02:40' Michal Kučera (Jakub Dohnal) 03:23' Matouš Najman (Pavel Vaňous, Tomáš Březina) 08:01' David Blažek (Václav Burda, Tomáš Fabiánek) 08:37' Michal Kučera (Jakub Dohnal) 17:13' František Januška (Tomáš Šíma, Vojtěch Matějka) 24:47' Marek Šonský (Michal Kučera, Tomáš Šíma) 30:41' David Blažek (Václav Burda, Marek Šonský) 39:37' Tomáš Šíma (František Januška, Vojtěch Matějka) 50:12' Michal Kučera (Jakub Dohnal, Jakub Kučera) 54:09' Tomáš Březina (Pavel Vaňous, Adam Slavata) 56:52' Tomáš Kadlec (Jakub Dohnal) 58:12' David Blažek (Filip Staněk) 59:57' | 1:0 2:0 3:0 4:0 5:0 6:0 7:0 8:0 9:0 10:0 11:0 12:0 13:0 |                                           | Rozhodčí: Kamil Hlinka Antonín Valda Čároví: Patrik Goltsch Tomáš Kučera |
| 10 min | 10 min | Tresty                                                  | 8 min                                     | Rozhodčí: Kamil Hlinka Antonín Valda Čároví: Patrik Goltsch Tomáš Kučera |
| 69 | 69 | Střely                                                  | 19                                        | Rozhodčí: Kamil Hlinka Antonín Valda Čároví: Patrik Goltsch Tomáš Kučera |

Konečný stav série 3:0 na zápasy pro Engineers Prague.

#### Akademici Plzeň (2.) – BO Ostrava (7.)
| 22. února 2023 19:30 | Akademici Plzeň | 4 : 2 (1:0, 1:0, 2:2) | BO OSTRAVA Vítkovice Steel | ICE ARENA Plzeň, Plzeň Návštěvnost: 145 |  |

| Zpráva | |                         |                                                                                    |                                                                                |
| Jonáš Štekr | Jonáš Štekr | Brankáři                | Daniel Šembera                                                                     | Rozhodčí: Miroslav Petružálek Kamil Hlinka Čároví: Patrik Goltsch Filip Sýkora |
| Marek Princl (Jan Kalus) 03:21' Jakub Sysel (Štěpán Hanzlík, Jan Šibra) 27:00' Lukáš Folda (Štěpán Hanzlík, Jindřich Sklenička) 41:56' Lukáš Folda (David Roubal) 46:22' | Marek Princl (Jan Kalus) 03:21' Jakub Sysel (Štěpán Hanzlík, Jan Šibra) 27:00' Lukáš Folda (Štěpán Hanzlík, Jindřich Sklenička) 41:56' Lukáš Folda (David Roubal) 46:22' | 1:0 2:0 3:0 3:1 4:1 4:2 | 42:43' David Gřešík (Viliam Béreš, Jan Bernát) 59:26' Viliam Béreš (Dominik Kafka) | Rozhodčí: Miroslav Petružálek Kamil Hlinka Čároví: Patrik Goltsch Filip Sýkora |
| 18 min | 18 min | Tresty                  | 28 min                                                                             | Rozhodčí: Miroslav Petružálek Kamil Hlinka Čároví: Patrik Goltsch Filip Sýkora |
| 43 | 43 | Střely                  | 33                                                                                 | Rozhodčí: Miroslav Petružálek Kamil Hlinka Čároví: Patrik Goltsch Filip Sýkora |

| 23. února 2023 19:30 | Akademici Plzeň | 3 : 1 (2:0, 1:0, 0:1) | BO OSTRAVA Vítkovice Steel | ICE ARENA Plzeň, Plzeň Návštěvnost: 144 |  |

| Zpráva | |                 |                                                       |                                                                        |
| Jonáš Štekr | Jonáš Štekr | Brankáři        | Daniel Šembera                                        | Rozhodčí: Marek Šmika Jakub Zeliska Čároví: Jakub Maňák Ondřej Tuháček |
| David Roubal (Jakub Sysel, Lukáš Folda) 14:26' Štěpán Hanzlík (Lukáš Folda, David Roubal) 19:02' Vít Reitspies (Jan Kalus, Marek Princl) 24:51' | David Roubal (Jakub Sysel, Lukáš Folda) 14:26' Štěpán Hanzlík (Lukáš Folda, David Roubal) 19:02' Vít Reitspies (Jan Kalus, Marek Princl) 24:51' | 1:0 2:0 3:0 3:1 | 46:58' Vojtěch Šěvěček (Matěj Potočný, Jakub Geabuer) | Rozhodčí: Marek Šmika Jakub Zeliska Čároví: Jakub Maňák Ondřej Tuháček |
| 29 min | 29 min | Tresty          | 20 min                                                | Rozhodčí: Marek Šmika Jakub Zeliska Čároví: Jakub Maňák Ondřej Tuháček |
| 32 | 32 | Střely          | 24                                                    | Rozhodčí: Marek Šmika Jakub Zeliska Čároví: Jakub Maňák Ondřej Tuháček |

| 1. března 2023 17:30 | BO OSTRAVA Vítkovice Steel | 1 : 12 (0:4, 1:4, 0:4) | Akademici Plzeň | RT TORAX ARENA, Poruba Návštěvnost: 1 422 |  |

| Zpráva                                      |                                             |                                                        | |                                                                        |
| Daniel Šembera (od 28. minuty Daniel Morys) | Daniel Šembera (od 28. minuty Daniel Morys) | Brankáři                                               | Jonáš Štekr | Rozhodčí: Václav Šutara Jan Vaněk Čároví: Pavel Rychlý Vladimír Hladík |
| David Sysala 38:10'                         | David Sysala 38:10'                         | 0:1 0:2 0:3 0:4 0:5 0:6 0:7 0:8 1:8 1:9 1:10 1:11 1:12 | 00:31' Jan Kalus (Marek Princl, Vít Reitspies) 09:29' Jan Rejzek (Štěpán Říha) 13:57' Jan Kalus (Vít Reitspies, Marek Princl) 18:54' Dominik Beer (Jakub Šucha, Jan Šibra) 26:46' Jan Kalus (Jakub Štochl, Jonáš Štekr) 27:52' Štěpán Hanzlík (Jakub Sysel, David Markov) 29:05' David Prachař (Jan Kalus, Marek Princl) 29:41' Daniel Šiška (Jan Šibra, Tomáš Soukup) 40:52' David Markov (Štěpán Hanzlík, Jakub Sysel) 47:30' Štěpán Hanzlík (David Roubal) 50:12' Marek Princl (Vít Reitspies, Jakub Štochl) 52:20' Vít Reitspies (Jan Kalus, Marek Princl) | Rozhodčí: Václav Šutara Jan Vaněk Čároví: Pavel Rychlý Vladimír Hladík |
| 18 min                                      | 18 min                                      | Tresty                                                 | 8 min | Rozhodčí: Václav Šutara Jan Vaněk Čároví: Pavel Rychlý Vladimír Hladík |
| 35                                          | 35                                          | Střely                                                 | 53 | Rozhodčí: Václav Šutara Jan Vaněk Čároví: Pavel Rychlý Vladimír Hladík |

Konečný stav série 3:0 na zápasy pro Akademici Plzeň.

#### UK PRAGUE (3.) – HC MUNI (6.)
| 22. února 2023 17:15 | UK HOCKEY PRAGUE | 8 : 3 (2:0, 1:1, 5:2) | HC MUNI | Škoda Icerink, Praha Návštěvnost: 75 |  |

| Zpráva | |                                             | |                                                                       |
| Kristián Novák | Kristián Novák | Brankáři                                    | Filip Král (od 49. minuty David Holub)                                                                            | Rozhodčí: Josef Barek Jan Bernat Čároví: Aleš Roischel Ondřej Tuháček |
| David Šimanský (Jan Málek, Prokop Limanovský) 11:03' David Volf (David Jindra, Daniel Piskač) 18:11' David Jindra (Filip Čmejla, David Volf) 21:07' Jakub Lelek (David Jindra, David Volf) 40:59' Filip Čmejla (David Volf, Oliver Glitta) 46:20' Oliver Glitta (František Konopásek, Viktor Martínek) 48:21' Kryštof Kovařík (František Konopásek) 49:16' Jan Málek (Oliver Glitta, David Jindra) 58:53' | David Šimanský (Jan Málek, Prokop Limanovský) 11:03' David Volf (David Jindra, Daniel Piskač) 18:11' David Jindra (Filip Čmejla, David Volf) 21:07' Jakub Lelek (David Jindra, David Volf) 40:59' Filip Čmejla (David Volf, Oliver Glitta) 46:20' Oliver Glitta (František Konopásek, Viktor Martínek) 48:21' Kryštof Kovařík (František Konopásek) 49:16' Jan Málek (Oliver Glitta, David Jindra) 58:53' | 1:0 2:0 3:0 3:1 4:1 4:2 5:2 6:2 7:2 8:2 8:3 | 22:12' Róbert Mokrohajský (Patrik Vašíček, Šimon Malenovský) 41:58' Jan Gonos 59:15' Ondřej Háněl (Šimon Machala) | Rozhodčí: Josef Barek Jan Bernat Čároví: Aleš Roischel Ondřej Tuháček |
| 8 min | 8 min | Tresty                                      | 18 min | Rozhodčí: Josef Barek Jan Bernat Čároví: Aleš Roischel Ondřej Tuháček |
| 49 | 49 | Střely                                      | 36 | Rozhodčí: Josef Barek Jan Bernat Čároví: Aleš Roischel Ondřej Tuháček |

| 27. února 2023 18:30 | HC MUNI | 3 : 2 PP (2:0, 0:1, 0:1 — 1:0) | UK HOCKEY PRAGUE | HHDM, Brno Návštěvnost: 363 |  |

| Zpráva | |                     |                                                                                       |                                                                         |
| David Holub | David Holub | Brankáři            | Kristián Novák                                                                        | Rozhodčí: Jan Grygera Tomas Šico Čároví: Marek Čelechovský Pavel Blažek |
| Šimon Malenovský (Radim Prokopec, Róbert Mokrohajský) 07:27' Jakub Voříšek (Tadeáš Jakubec) 09:37' Štěpán Kučera (Jan Hasoň) 60:37' | Šimon Malenovský (Radim Prokopec, Róbert Mokrohajský) 07:27' Jakub Voříšek (Tadeáš Jakubec) 09:37' Štěpán Kučera (Jan Hasoň) 60:37' | 1:0 2:0 2:1 2:2 3:2 | 25:39' Viktor Martínek (Daniel Piskač, David Jindra) 50:28' David Jindra (David Volf) | Rozhodčí: Jan Grygera Tomas Šico Čároví: Marek Čelechovský Pavel Blažek |
| 14 min | 14 min | Tresty              | 14 min                                                                                | Rozhodčí: Jan Grygera Tomas Šico Čároví: Marek Čelechovský Pavel Blažek |
| 31 | 31 | Střely              | 35                                                                                    | Rozhodčí: Jan Grygera Tomas Šico Čároví: Marek Čelechovský Pavel Blažek |

| 4. března 2023 18:15 | UK HOCKEY PRAGUE | 2 : 5 (1:1, 0:1, 1:3) | HC MUNI | Škoda Icerink, Praha Návštěvnost: 108 |  |

| Zpráva                                                                                             | |                             | |                                                                   |
| Kristián Novák                                                                                     | Kristián Novák                                                                                     | Brankáři                    | David Holub | Rozhodčí: Marek Šmika Šimon Glanc Čároví: Adam Kurtin Pavel Beneš |
| Jakub Lelek (Filip Čmejla, Daniel Piskač) 07:50' Filip Čmejla (David Jindra, David Rudolph) 47:13' | Jakub Lelek (Filip Čmejla, Daniel Piskač) 07:50' Filip Čmejla (David Jindra, David Rudolph) 47:13' | 1:0 1:1 1:2 2:2 2:3 2:4 2:5 | 10:32' Tadeáš Jakubec (Patrik Vašíček, Vojtěch Kadlic) 24:20' Tadeáš Jakubec (Jakub Voříšek, Vojtěch Kadlic) 49:22' Tadeáš Jakubec (Patrik Vašíček, Vojtěch Kadlic) 50:03' Róbert Mokrohajský (Jan Hasoň, Pavel Tomaník) 58:49' Jan Gonos (do prázdné branky) | Rozhodčí: Marek Šmika Šimon Glanc Čároví: Adam Kurtin Pavel Beneš |
| 35 min                                                                                             | 35 min                                                                                             | Tresty                      | 8 min | Rozhodčí: Marek Šmika Šimon Glanc Čároví: Adam Kurtin Pavel Beneš |
| 47                                                                                                 | 47                                                                                                 | Střely                      | 18 | Rozhodčí: Marek Šmika Šimon Glanc Čároví: Adam Kurtin Pavel Beneš |

| 6. března 2023 20:15 | HC MUNI | 1 : 4 (0:0, 0:3, 1:1) | UK HOCKEY PRAGUE | HHDM, Brno Návštěvnost: 509 (vyprodáno) |  |

| Zpráva                                               |                                                      |                     | |                                                                        |
| David Holub                                          | David Holub                                          | Brankáři            | David Mašek | Rozhodčí: Petr Blaha Ondřej Šudoma Čároví: Radek Jurčík Patrik Augusta |
| Matěj Drlík (Tomáš Bartkovský, Martin Gergel) 54:54' | Matěj Drlík (Tomáš Bartkovský, Martin Gergel) 54:54' | 0:1 0:2 0:3 1:3 1:4 | 22:38' Jan Vávra (Tomáš Krchňák, Benjamín Velas) 24:42' Oliver Glitta (Kryštof Kovařík) 36:55' Filip Čmejla (David Jindra) 58:00' František Konopásek (Miloslav Adamec, Kryštof Kovařík, do prázdné branky) | Rozhodčí: Petr Blaha Ondřej Šudoma Čároví: Radek Jurčík Patrik Augusta |
| 12 min                                               | 12 min                                               | Tresty              | 8 min | Rozhodčí: Petr Blaha Ondřej Šudoma Čároví: Radek Jurčík Patrik Augusta |
| 25                                                   | 25                                                   | Střely              | 29 | Rozhodčí: Petr Blaha Ondřej Šudoma Čároví: Radek Jurčík Patrik Augusta |

| 10. března 2023 20:15 | UK HOCKEY PRAGUE | 5 : 3 (1:0, 2:2, 2:1) | HC MUNI | Zimní stadion Hvězda, Praha Návštěvnost: 248 |  |

| Zpráva | |                                 | |                                                                      |
| David Mašek | David Mašek | Brankáři                        | David Holub | Rozhodčí: Radek Wagner Jan Bernat Čároví: Petr Kotlík Václav Juránek |
| David Volf (David Jindra, Martin Dlabola) 08:11' Jakub Kopenec (David Jindra, Filip Čmejla) 27:46' Miloslav Adamec (Filip Čmejla, David Jindra) 37:29' David Volf (David Jindra, Filip Čmejla) 49:36' Kryštof Kovařík (David Jindra, Filip Čmejla, do prázdné branky) 59:51' | David Volf (David Jindra, Martin Dlabola) 08:11' Jakub Kopenec (David Jindra, Filip Čmejla) 27:46' Miloslav Adamec (Filip Čmejla, David Jindra) 37:29' David Volf (David Jindra, Filip Čmejla) 49:36' Kryštof Kovařík (David Jindra, Filip Čmejla, do prázdné branky) 59:51' | 1:0 2:0 2:1 2:2 3:2 3:3 4:3 5:3 | 33:26' Pavel Tomaník (Róbert Mokrohajský, Mirek Bazala) 34:00' Mirek Bazala (Róbert Mokrohajský, Martin Gergel) 43:32' Tomáš Bartkovský (Róbert Mokrohajský, Pavel Tomaník) | Rozhodčí: Radek Wagner Jan Bernat Čároví: Petr Kotlík Václav Juránek |
| 12 min | 12 min | Tresty                          | 8 min | Rozhodčí: Radek Wagner Jan Bernat Čároví: Petr Kotlík Václav Juránek |
| 66 | 66 | Střely                          | 16 | Rozhodčí: Radek Wagner Jan Bernat Čároví: Petr Kotlík Václav Juránek |

Konečný stav série 3:2 na zápasy pro UK HOCKEY PRAGUE.

#### Black Dogs Budweis (4.) – HC North Wings (5.)
| 20. února 2023 19:30 | Black Dogs Budweis | 4 : 3 (2:2, 1:0, 1:1) | HC North Wings | Hokejové centrum Pouzar, České Budějovice Návštěvnost: 98 |  |

| Zpráva | |                             | |                                                                             |
| Marek Dvořák | Marek Dvořák | Brankáři                    | Dominik Gerstner | Rozhodčí: Jan Červenka Jakub Zeliska Čároví: František Štěpánek Jakub Dědek |
| Jan Janoch (Matouš Masopust, Tomáš Vochozka) 11:05' Matouš Masopust (Tomáš Vochozka) 11:57' Filip Hubáček (Šimon Masopust, Tomáš Vochozka) 39:52' David Svoboda (Matouš Masopust, Jonáš Kronus) 46:04' | Jan Janoch (Matouš Masopust, Tomáš Vochozka) 11:05' Matouš Masopust (Tomáš Vochozka) 11:57' Filip Hubáček (Šimon Masopust, Tomáš Vochozka) 39:52' David Svoboda (Matouš Masopust, Jonáš Kronus) 46:04' | 0:1 0:2 1:2 2:2 3:2 4:2 4:3 | 04:49' Adam Janoušek (Matěj Harkabus, Jakub Tot) 06:59' Matěj Harkabus (Adam Janoušek, Pavel Gottfried) 57:54' Hanuš Petržílka (Adam Janoušek) | Rozhodčí: Jan Červenka Jakub Zeliska Čároví: František Štěpánek Jakub Dědek |
| 10 min | 10 min | Tresty                      | 6 min | Rozhodčí: Jan Červenka Jakub Zeliska Čároví: František Štěpánek Jakub Dědek |
| 47 | 47 | Střely                      | 30 | Rozhodčí: Jan Červenka Jakub Zeliska Čároví: František Štěpánek Jakub Dědek |

| 22. února 2023 20:15 | Black Dogs Budweis | 5 : 1 (3:0, 0:0, 2:1) | HC North Wings | Hokejové centrum Pouzar, České Budějovice Návštěvnost: 82 |  |

| Zpráva | |                         |                                                     |                                                                        |
| Marek Dvořák | Marek Dvořák | Brankáři                | Dominik Gerstner                                    | Rozhodčí: Michal Jílek Martin Šperl Čároví: Michal Rubáš Ondřej Kaiser |
| Jiří Kubeš (Dominik Kaisler) 01:58' Jan Janoch 03:04' Radek Rolínek (Pavel Grauer, Šimon Masopust) 15:02' Matouš Maspoust (TS) 48:36' Jakub Anderle (Tomáš Vochozka, David Svoboda) 59:34' | Jiří Kubeš (Dominik Kaisler) 01:58' Jan Janoch 03:04' Radek Rolínek (Pavel Grauer, Šimon Masopust) 15:02' Matouš Maspoust (TS) 48:36' Jakub Anderle (Tomáš Vochozka, David Svoboda) 59:34' | 1:0 2:0 3:0 4:0 4:1 5:1 | 55:21' Jan Jindra (Matyáš Šebesta, Martin Štěpánek) | Rozhodčí: Michal Jílek Martin Šperl Čároví: Michal Rubáš Ondřej Kaiser |
| 10 min | 10 min | Tresty                  | 12 min                                              | Rozhodčí: Michal Jílek Martin Šperl Čároví: Michal Rubáš Ondřej Kaiser |
| 54 | 54 | Střely                  | 29                                                  | Rozhodčí: Michal Jílek Martin Šperl Čároví: Michal Rubáš Ondřej Kaiser |

| 27. února 2023 18:30 | HC North Wings | 3 : 0 (0:0, 1:0, 2:0) | Black Dogs Budweis | Zimní stadion Ústí nad Labem, Ústí nad Labem Návštěvnost: 450 |  |

| Zpráva | |             |              |                                                                               |
| Dominik Gerstner | Dominik Gerstner | Brankáři    | Marek Dvořák | Rozhodčí: Lukáš Pastier Tomáš Hacaperka Čároví: Sebastien Hradil Jakub Teršíp |
| Matěj Harkabus (Michal Svoboda, Jan Vrba) 31:40' Dan Bartoš (Martin Kuchař, Hanuš Petržílka) 44:11' Adam Janoušek (Matěj Harkabus) 50:00' | Matěj Harkabus (Michal Svoboda, Jan Vrba) 31:40' Dan Bartoš (Martin Kuchař, Hanuš Petržílka) 44:11' Adam Janoušek (Matěj Harkabus) 50:00' | 1:0 2:0 3:0 |              | Rozhodčí: Lukáš Pastier Tomáš Hacaperka Čároví: Sebastien Hradil Jakub Teršíp |
| 4 min | 4 min | Tresty      | 31 min       | Rozhodčí: Lukáš Pastier Tomáš Hacaperka Čároví: Sebastien Hradil Jakub Teršíp |
| 33 | 33 | Střely      | 55           | Rozhodčí: Lukáš Pastier Tomáš Hacaperka Čároví: Sebastien Hradil Jakub Teršíp |

| 1. března 2023 18:00 | HC North Wings | 2 : 5 (1:2, 1:2, 0:1) | Black Dogs Budweis | Zimní stadion Ústí nad Labem, Ústí nad Labem Návštěvnost: 420 |  |

| Zpráva                                                                                                | |                             | |                                                                    |
| Dominik Gerstner                                                                                      | Dominik Gerstner                                                                                      | Brankáři                    | Dominik Ludvík | Rozhodčí: Šimon Glanc Marek Domský Čároví: Adam Kurtin Pavel Beneš |
| Martin Kuchař (Tomáš Jarý, Hanuš Petržílka) 07:22' Matyáš Šebesta (Matěj Harkabus, Dan Bartoš) 28:03' | Martin Kuchař (Tomáš Jarý, Hanuš Petržílka) 07:22' Matyáš Šebesta (Matěj Harkabus, Dan Bartoš) 28:03' | 1:0 1:1 1:2 1:3 1:4 2:4 2:5 | 08:32' Matouš Masopust (Dominik Ludvík) 13:26' Šimon Masopust (Dominik Kaisler, Jonáš Kronus) 22:27' Tomáš Vochozka (Jan Janoch, Aleš Krtek) 28:03' Matyáš Šebesta (Dominik Kaisler) 48:28' Michal Přívozník (Šimon Masopust, Petr Hrůša) | Rozhodčí: Šimon Glanc Marek Domský Čároví: Adam Kurtin Pavel Beneš |
| 8 min                                                                                                 | 8 min                                                                                                 | Tresty                      | 10 min | Rozhodčí: Šimon Glanc Marek Domský Čároví: Adam Kurtin Pavel Beneš |
| 20 | 20 | Střely                      | 46 | Rozhodčí: Šimon Glanc Marek Domský Čároví: Adam Kurtin Pavel Beneš |

Konečný stav série 3:1 na zápasy pro Black Dogs Budweis.

### Semifinále

#### Engineers Prague (1.) – UK PRAGUE (3.)
| 15. března 2023 20:00 | Engineers Prague | 3 : 1 (1:0, 1:1, 1:0) | UK HOCKEY PRAGUE | Zimní stadion Hvězda, Praha Návštěvnost: 480 |  |

| Zpráva | |                 |                                                     |                                                                      |
| Jakub Maličkay (od 25 do 27. minuty Ondřej Mann)                                                                                            | Jakub Maličkay (od 25 do 27. minuty Ondřej Mann)                                                                                            | Brankáři        | David Mašek                                         | Rozhodčí: Tomáš Battěk Kryštof Ovsík Čároví: Adam Kurtin Pavel Beneš |
| Michal Kučera (Tomáš Kadlec, Jakub Dohnal) 10:20' Jakub Dohnal (Filip Staněk) 34:11' František Januška (Tomáš Šíma, Vojtěch Matějka) 42:30' | Michal Kučera (Tomáš Kadlec, Jakub Dohnal) 10:20' Jakub Dohnal (Filip Staněk) 34:11' František Januška (Tomáš Šíma, Vojtěch Matějka) 42:30' | 1:0 1:1 2:1 3:1 | 30:58' Tomáš Krchňák (Oliver Glitta, Daniel Piskač) | Rozhodčí: Tomáš Battěk Kryštof Ovsík Čároví: Adam Kurtin Pavel Beneš |
| 8 min | 8 min | Tresty          | 8 min                                               | Rozhodčí: Tomáš Battěk Kryštof Ovsík Čároví: Adam Kurtin Pavel Beneš |
| 28 | 28 | Střely          | 37                                                  | Rozhodčí: Tomáš Battěk Kryštof Ovsík Čároví: Adam Kurtin Pavel Beneš |

| 17. března 2023 19:45 | UK HOCKEY PRAGUE | 7 : 4 (3:1, 2:1, 2:2) | Engineers Pragu | Škoda Icerink, Praha Návštěvnost: 176 |  |

| Zpráva | |                                             | |                                                                           |
| David Mašek | David Mašek | Brankáři                                    | Jakub Maličkay | Rozhodčí: Martin Matoušek Marek Trnka Čároví: Milan Jindra Ondřej Tuháček |
| Jakub Kopenec (Viktor Martínek, Martin Dlabola) 03:53' Daniel Piskač (Kryštof Kovařík, Jan Vávra) 05:05' David Jindra (David Rudolph, Viktor Martínek) 12:10' Frederic Hakl (Prokop Limanovský, Benjamín Velas) 36:42' David Volf (Prokop Limanovský, Daniel Piskač) 37:17' Matěj Odehnal (Viktor Martínek, David Jindra) 41:02' David Jindra (David Volf, Daniel Piskač, do prázdné branky) 58:32' | Jakub Kopenec (Viktor Martínek, Martin Dlabola) 03:53' Daniel Piskač (Kryštof Kovařík, Jan Vávra) 05:05' David Jindra (David Rudolph, Viktor Martínek) 12:10' Frederic Hakl (Prokop Limanovský, Benjamín Velas) 36:42' David Volf (Prokop Limanovský, Daniel Piskač) 37:17' Matěj Odehnal (Viktor Martínek, David Jindra) 41:02' David Jindra (David Volf, Daniel Piskač, do prázdné branky) 58:32' | 1:0 2:0 2:1 3:1 3:2 4:2 5:2 6:2 6:3 6:4 7:4 | 08:36' Michal Kučera (Jakub Dohnal, David Vobořil) 32:13' Michal Kučera (Tomáš Kadlec, Jakub Dohnal) 52:29' David Vobořil (Tomáš Fabiánek) 54:58' Vojtěch Matějka (František Januška, Tomáš Šíma) | Rozhodčí: Martin Matoušek Marek Trnka Čároví: Milan Jindra Ondřej Tuháček |
| 68 min | 68 min | Tresty                                      | 66 min | Rozhodčí: Martin Matoušek Marek Trnka Čároví: Milan Jindra Ondřej Tuháček |
| 43 | 43 | Střely                                      | 30 | Rozhodčí: Martin Matoušek Marek Trnka Čároví: Milan Jindra Ondřej Tuháček |

| 22. března 2023 19:45 | Engineers Prague | 4 : 1 (0:1, 4:0, 0:0) | UK HOCKEY PRAGUE | Zimní stadion Hvězda, Praha Návštěvnost: 520 |  |

| Zpráva | |                     |                                                    |                                                                     |
| Jakub Maličkay | Jakub Maličkay | Brankáři            | David Mašek                                        | Rozhodčí: Daniel Kraval Jan Raška Čároví: Jan Řezníček Filip Šesták |
| František Januška (Tomáš Šíma) 22:08' Tomáš Šíma (David Blažek) 29:27' Pavel Vaňous (Jan Raiterman, Vojtěch Matějka) 34:24' Marek Šonský (Jakub Dohnal, Michal Kučera) 37:43' | František Januška (Tomáš Šíma) 22:08' Tomáš Šíma (David Blažek) 29:27' Pavel Vaňous (Jan Raiterman, Vojtěch Matějka) 34:24' Marek Šonský (Jakub Dohnal, Michal Kučera) 37:43' | 0:1 1:1 2:1 3:1 4:1 | 04:11' Tomáš Krchňák (Matěj Dohnal, Oliver Glitta) | Rozhodčí: Daniel Kraval Jan Raška Čároví: Jan Řezníček Filip Šesták |
| 6 min | 6 min | Tresty              | 14 min                                             | Rozhodčí: Daniel Kraval Jan Raška Čároví: Jan Řezníček Filip Šesták |
| 27 | 27 | Střely              | 23                                                 | Rozhodčí: Daniel Kraval Jan Raška Čároví: Jan Řezníček Filip Šesták |

| 26. března 2023 12:30 | UK HOCKEY PRAGUE | 1 : 0 PP (0:0, 0:0, 0:0 — 1:0) | Engineers Prague | Škoda Icerink, Praha Návštěvnost: 178 |  |

| Zpráva                 |                        |          |                |                                                                       |
| David Mašek            | David Mašek            | Brankáři | Jakub Maličkay | Rozhodčí: Kamil Zavřel Jan Bernat Čároví: Václav Juránek Dominik Brož |
| Viktor Martínek 62:05' | Viktor Martínek 62:05' | 1:0      |                | Rozhodčí: Kamil Zavřel Jan Bernat Čároví: Václav Juránek Dominik Brož |
| 12 min                 | 12 min                 | Tresty   | 8 min          | Rozhodčí: Kamil Zavřel Jan Bernat Čároví: Václav Juránek Dominik Brož |
| 37                     | 37                     | Střely   | 19             | Rozhodčí: Kamil Zavřel Jan Bernat Čároví: Václav Juránek Dominik Brož |

| 29. března 2023 19:45 | Engineers Prague | 6 : 4 (1:2, 2:0, 3:2) | UK HOCKEY PRAGUE | Zimní stadion Hvězda, Praha Návštěvnost: 800 (vyprodáno) |  |

| Zpráva | |                                         | |                                                                          |
| Jakub Maličkay | Jakub Maličkay | Brankáři                                | David Mašek | Rozhodčí: Tomáš Zubzanda Michal Kostourek Čároví: Štefan Belko Petr Baxa |
| Matouš Najman (Michal Kučera, Jakub Dohnal) 13:49' Marek Šonský (David Blažek, Tomáš Šíma) 29:00' Michal Kučera (Jakub Kučera, Filip Staněk) 37:11' Michal Kučera (Jakub Dohnal, Tomáš Kadlec) 44:44' Vojtěch Matějka (František Januška) 44:53' Pavel Vaňous (Jan Raiterman, do prázdné branky) 59:42' | Matouš Najman (Michal Kučera, Jakub Dohnal) 13:49' Marek Šonský (David Blažek, Tomáš Šíma) 29:00' Michal Kučera (Jakub Kučera, Filip Staněk) 37:11' Michal Kučera (Jakub Dohnal, Tomáš Kadlec) 44:44' Vojtěch Matějka (František Januška) 44:53' Pavel Vaňous (Jan Raiterman, do prázdné branky) 59:42' | 1:0 1:1 1:2 2:2 3:2 4:2 5:2 5:3 5:4 6:4 | 18:20' David Jindra (Viktor Martínek, Martin Dlabola) 18:57' David Volf (Tomáš Krchňák, Jakub Lelek) 56:55' Viktor Martínek (Jakub Kopenec, David Jindra) 59:12' Viktor Martínek (Filip Čmejla, David Jindra) | Rozhodčí: Tomáš Zubzanda Michal Kostourek Čároví: Štefan Belko Petr Baxa |
| 35 min | 35 min | Tresty                                  | 6 min | Rozhodčí: Tomáš Zubzanda Michal Kostourek Čároví: Štefan Belko Petr Baxa |
| 36 | 36 | Střely                                  | 28 | Rozhodčí: Tomáš Zubzanda Michal Kostourek Čároví: Štefan Belko Petr Baxa |

Konečný stav série 3:2 na zápasy pro Engineers Prague.

#### Akademici Plzeň (2.) – Black Dogs Budweis (4.)
| 15. března 2023 19:00 | Akademici Plzeň | 4 : 3 SN (1:0, 1:1, 1:0 — 0:0 — 1:0) | Black Dogs Budweis | LogSpeed CZ Aréna, Plzeň Návštěvnost: 445 |  |

| Zpráva | |                                                            | |                                                                         |
| Jonáš Štekr | Jonáš Štekr | Brankáři                                                   | Dominik Ludvík | Rozhodčí: Lukáš Pastier Antonín Valda Čároví: Tomáš Kučera Jakub Stacho |
| Štěpán Hanzlík (Tomáš Soukup) 09:27' Štěpán Říha (Marek Princl, Vít Reitspies) 30:06' Marek Princl 44:31' Marek Princl Štěpán Hanzlík Štěpán Říha Jakub Sysel | Štěpán Hanzlík (Tomáš Soukup) 09:27' Štěpán Říha (Marek Princl, Vít Reitspies) 30:06' Marek Princl 44:31' Marek Princl Štěpán Hanzlík Štěpán Říha Jakub Sysel | 1:0 1:1 2:1 2:2 3:2 3:3 Samostatné nájezdy 0:0 1:0 2:0 2:0 | 13:15' Radek Rolinek (Jakub Šafář, Albert Hrůša) 38:26' Matouš Masopust (Jan Janoch) 48:23' Vojtěch Krcho (Aleš Krtek, Matouš Masopust) Matouš Masopust Tomáš Vochozka Michal Přívozník Vojtěch Krcho | Rozhodčí: Lukáš Pastier Antonín Valda Čároví: Tomáš Kučera Jakub Stacho |
| 10 min | 10 min | Tresty                                                     | 8 min | Rozhodčí: Lukáš Pastier Antonín Valda Čároví: Tomáš Kučera Jakub Stacho |
| 37 | 37 | Střely                                                     | 35 | Rozhodčí: Lukáš Pastier Antonín Valda Čároví: Tomáš Kučera Jakub Stacho |

| 20. března 2023 18:15 | Black Dogs Budweis | 4 : 1 (1:0, 0:0, 3:1) | Akademici Plzeň | Hokejové Centrum Pouzar, České Budějovice Návštěvnost: 192 |  |

| Zpráva | |                     |                                                     |                                                                          |
| Marek Dvořák | Marek Dvořák | Brankáři            | Jonáš Štekr                                         | Rozhodčí: Jan Bernat Tomáš Mejzlík Čároví: Ondřej Běhounek Tomáš Jiruška |
| Matouš Masopust (Vojtěch Krcho, Jan Janoch) 09:03' Jan Janoch 42:17' Matouš Masopust 43:47' Jan Janoch (do prázdné branky) 59:16' | Matouš Masopust (Vojtěch Krcho, Jan Janoch) 09:03' Jan Janoch 42:17' Matouš Masopust 43:47' Jan Janoch (do prázdné branky) 59:16' | 1:0 2:0 3:0 3:1 4:1 | 55:36' Jakub Štochl (Vít Reitspies, Štěpán Hanzlík) | Rozhodčí: Jan Bernat Tomáš Mejzlík Čároví: Ondřej Běhounek Tomáš Jiruška |
| 12 min | 12 min | Tresty              | 10 min                                              | Rozhodčí: Jan Bernat Tomáš Mejzlík Čároví: Ondřej Běhounek Tomáš Jiruška |
| 38 | 38 | Střely              | 35                                                  | Rozhodčí: Jan Bernat Tomáš Mejzlík Čároví: Ondřej Běhounek Tomáš Jiruška |

| 23. března 2023 18:00 | Akademici Plzeň | 4 : 3 (2:0, 1:0, 1:3) | Black Dogs Budweis | LogSpeed CZ Aréna, Plzeň Návštěvnost: 642 |  |

| Zpráva | |                             | |                                                                        |
| Jonáš Štekr | Jonáš Štekr | Brankáři                    | Marek Dvořák (od 41. minuty Dominik Ludvík) | Rozhodčí: Michal Jílek Martin Šperl Čároví: Michal Rubáš Martin Tvrdík |
| Jan Kalus (Marek Princl) 15:47' Marek Princl (Vít Reitspies, Tomáš Soukup) 18:04' Vít Reitspies (Jan Kalus, Marek Princl) 37:50' Jan Kalus 53:28' | Jan Kalus (Marek Princl) 15:47' Marek Princl (Vít Reitspies, Tomáš Soukup) 18:04' Vít Reitspies (Jan Kalus, Marek Princl) 37:50' Jan Kalus 53:28' | 1:0 2:0 3:0 3:1 3:2 4:2 4:3 | 43:18' Dominik Kaisler (Aleš Krtek, Jakub Anderle) 43:46' Jiří Kubeš (Tomáš Vochozka, Dominik Kaisler) 59:01' Jan Janoch (Aleš Krtek, Tomáš Vochozka) | Rozhodčí: Michal Jílek Martin Šperl Čároví: Michal Rubáš Martin Tvrdík |
| 8 min | 8 min | Tresty                      | 8 min | Rozhodčí: Michal Jílek Martin Šperl Čároví: Michal Rubáš Martin Tvrdík |
| 36 | 36 | Střely                      | 34 | Rozhodčí: Michal Jílek Martin Šperl Čároví: Michal Rubáš Martin Tvrdík |

| 27. března 2023 18:15 | Black Dogs Budweis | 0 : 2 (0:1, 0:0, 0:1) | Akademici Plzeň | Hokejové Centrum Pouzar, České Budějovice Návštěvnost: 149 |  |

| Zpráva         |                |          |                                                                                     |                                                                            |
| Dominik Ludvík | Dominik Ludvík | Brankáři | Jonáš Štekr                                                                         | Rozhodčí: Šimon Glanc Jan Červenka Čároví: Milan Jindra František Štěpánek |
|                |                | 0:1 0:2  | 17:24' Jan Kalus (Daniel Šiška, Jindřich Sklenička) 48:58' Jan Kalus (Marek Princl) | Rozhodčí: Šimon Glanc Jan Červenka Čároví: Milan Jindra František Štěpánek |
| 39 min         | 39 min         | Tresty   | 33 min                                                                              | Rozhodčí: Šimon Glanc Jan Červenka Čároví: Milan Jindra František Štěpánek |
| 28             | 28             | Střely   | 36                                                                                  | Rozhodčí: Šimon Glanc Jan Červenka Čároví: Milan Jindra František Štěpánek |

Konečný stav série 3:1 na zápasy pro Akademici Plzeň.

### Finále

#### Engineers Prague (1.) – Akademici Plzeň (2.)
| 3. dubna 2023 20:00 | Engineers Prague | 3 : 2 (1:0, 0:1, 2:1) | Akademici Plzeň | Zimní stadion Hvězda, Praha Návštěvnost: 624 |  |

| Zpráva | |                     | |                                                                          |
| Jakub Maličkay | Jakub Maličkay | Brankáři            | Jonáš Štekr                                                                                           | Rozhodčí: Radek Wagner Josef Barek Čároví: Ondřej Bohuněk Václav Juránek |
| David Vobořil 10:32' Tomáš Kadlec (Jakub Dohnal, Michal Kučera) 56:54' Tomáš Fabiánek (Marek Šonský, David Vobořil) 58:13' | David Vobořil 10:32' Tomáš Kadlec (Jakub Dohnal, Michal Kučera) 56:54' Tomáš Fabiánek (Marek Šonský, David Vobořil) 58:13' | 1:0 1:1 2:1 3:1 3:2 | 26:16' Štěpán Hanzlík (David Roubal, David Prachař) 59:13' Jakub Štochl (Marek Princl, Vít Reitspies) | Rozhodčí: Radek Wagner Josef Barek Čároví: Ondřej Bohuněk Václav Juránek |
| 10 min | 10 min | Tresty              | 14 min                                                                                                | Rozhodčí: Radek Wagner Josef Barek Čároví: Ondřej Bohuněk Václav Juránek |
| 43 | 43 | Střely              | 32 | Rozhodčí: Radek Wagner Josef Barek Čároví: Ondřej Bohuněk Václav Juránek |

| 5. dubna 2023 19:00 | Akademici Plzeň | 2 : 0 (0:0, 1:0, 1:0) | Engineers Prague | LogSpeed CZ Aréna, Plzeň Návštěvnost: 1 492 |  |

| Zpráva                                                                                              | |          |                |                                                                             |
| Jonáš Štekr                                                                                         | Jonáš Štekr                                                                                         | Brankáři | Jakub Maličkay | Rozhodčí: Tomáš Zubzanda Václav Kosnar Čároví: Štefan Belko Ondřej Kokrment |
| Marek Princl (Jakub Štochl, Jan Kalus) 25:53' David Markov (Daniel Šiška, do prázdné branky) 59:53' | Marek Princl (Jakub Štochl, Jan Kalus) 25:53' David Markov (Daniel Šiška, do prázdné branky) 59:53' | 1:0 2:0  |                | Rozhodčí: Tomáš Zubzanda Václav Kosnar Čároví: Štefan Belko Ondřej Kokrment |
| 8 min                                                                                               | 8 min                                                                                               | Tresty   | 10 min         | Rozhodčí: Tomáš Zubzanda Václav Kosnar Čároví: Štefan Belko Ondřej Kokrment |
| 33                                                                                                  | 33                                                                                                  | Střely   | 45             | Rozhodčí: Tomáš Zubzanda Václav Kosnar Čároví: Štefan Belko Ondřej Kokrment |

| 12. dubna 2023 19:00 | Engineers Prague | 0 : 1 (0:1, 0:0, 0:0) | Akademici Plzeň | Zimní stadion Eden, Praha Návštěvnost: 1 180 |  |

| Zpráva         |                |          |                    |                                                                         |
| Jakub Maličkay | Jakub Maličkay | Brankáři | Jonáš Štekr        | Rozhodčí: Přemysl Skopal Tomáš Mejzlík Čároví: Petr Kotlík Ondřej Polák |
|                |                | 0:1      | 08:08' Štěpán Říha | Rozhodčí: Přemysl Skopal Tomáš Mejzlík Čároví: Petr Kotlík Ondřej Polák |
| 14 min         | 14 min         | Tresty   | 12 min             | Rozhodčí: Přemysl Skopal Tomáš Mejzlík Čároví: Petr Kotlík Ondřej Polák |
| 41             | 41             | Střely   | 33                 | Rozhodčí: Přemysl Skopal Tomáš Mejzlík Čároví: Petr Kotlík Ondřej Polák |

| 13. dubna 2023 18:00 | Akademici Plzeň | 4 : 0 (1:0, 3:0, 0:0) | Engineers Prague | LogSpeed CZ Aréna, Plzeň Návštěvnost: 1 530 |  |

| Zpráva | |                 |                |                                                                               |
| Jonáš Štekr | Jonáš Štekr | Brankáři        | Jakub Maličkay | Rozhodčí: Michal Kostourek Jan Grygera Čároví: Milan Štofa Daniel Horazďovský |
| Lukáš Folda (Jakub Sysel) 07:48' Marek Princl (Jan Kalus) 23:04' Štěpán Říha (David Markov) 31:34' Marek Princl (Daniel Malý) 38:47' | Lukáš Folda (Jakub Sysel) 07:48' Marek Princl (Jan Kalus) 23:04' Štěpán Říha (David Markov) 31:34' Marek Princl (Daniel Malý) 38:47' | 1:0 2:0 3:0 4:0 |                | Rozhodčí: Michal Kostourek Jan Grygera Čároví: Milan Štofa Daniel Horazďovský |
| 8 min | 8 min | Tresty          | 13 min         | Rozhodčí: Michal Kostourek Jan Grygera Čároví: Milan Štofa Daniel Horazďovský |
| 28 | 28 | Střely          | 31             | Rozhodčí: Michal Kostourek Jan Grygera Čároví: Milan Štofa Daniel Horazďovský |

Konečný stav série 3:1 na zápasy pro Akademici Plzeň.

## Hráčské statistiky play-off

### Kanadské bodování
Toto je konečné pořadí hráčů podle dosažených bodů. Za jeden vstřelený gól nebo přihrávku na gól hráč získal jeden bod.
| Poř. | Hráč            | Tým                | Z  | G | A  | B  | TM | +/- |
| ---- | --------------- | ------------------ | -- | - | -- | -- | -- | --- |
| 1.   | David Jindra    | UK HOCKEY PRAGUE   | 10 | 5 | 14 | 19 | 0  | +11 |
| 2.   | Michal Kučera   | Engineers Prague   | 12 | 9 | 8  | 17 | 12 | +7  |
| 3.   | Marek Princl    | Akademici Plzeň    | 11 | 7 | 9  | 16 | 33 | +7  |
| 4.   | Jakub Dohnal    | Engineers Prague   | 11 | 3 | 13 | 16 | 6  | +9  |
| 5.   | Jan Kalus       | Akademici Plzeň    | 9  | 7 | 8  | 15 | 18 | +8  |
| 6.   | Vít Reitspies   | Akademici Plzeň    | 11 | 3 | 9  | 12 | 6  | +9  |
| 7.   | Štěpán Hanzlík  | Akademici Plzeň    | 11 | 5 | 6  | 11 | 4  | +7  |
| 8.   | Matouš Masopust | Black Dogs Budweis | 8  | 7 | 3  | 10 | 6  | +4  |
| 9.   | David Volf      | UK HOCKEY PRAGUE   | 8  | 5 | 5  | 10 | 10 | +7  |
| 10.  | Filip Čmejla    | UK HOCKEY PRAGUE   | 8  | 3 | 7  | 10 | 4  | +6  |

### Hodnocení brankářů
Toto je konečné pořadí nejlepších pěti brankářů
| Poř. | Hráč             | Tým                | Z. | MIN | OG | PZ  | PS  | POG  | Úsp%  |
| ---- | ---------------- | ------------------ | -- | --- | -- | --- | --- | ---- | ----- |
| 1.   | Jonáš Štekr      | Akademici Plzeň    | 11 | 663 | 16 | 358 | 374 | 1.45 | 95.72 |
| 2.   | Marek Dvořák     | Black Dogs Budweis | 5  | 280 | 11 | 151 | 162 | 2.36 | 93.21 |
| 3.   | Dominik Gerstner | HC North Wings     | 4  | 238 | 14 | 188 | 202 | 3.53 | 93.07 |
| 4.   | David Holub      | HC MUNI            | 5  | 251 | 13 | 172 | 185 | 3.11 | 92.97 |
| 5.   | Jakub Maličkay   | Engineers Prague   | 12 | 697 | 28 | 329 | 357 | 2.41 | 92.16 |

## Konečné pořadí
| Pořadí           | Tým                                |
| ---------------- | ---------------------------------- |
| Zlatá medaile    | Akademici Plzeň                    |
| Stříbrná medaile | Engineers Prague                   |
| Bronzová medaile | UK HOCKEY PRAGUE                   |
| 4.               | Black Dogs Budweis                 |
| 5.               | HC North Wings                     |
| 6.               | HC MUNI                            |
| 7.               | BO OSTRAVA Vítkovice Steel         |
| 8.               | Riders Univerzita Pardubice        |
| 9.               | HC Univerzita Palackého v Olomouci |
| 10.              | VUT Cavaliers Brno                 |